# Surfin’
A Surfin’ Brian Wilson és Mike Love szerzeménye, melyet a The Beach Boys vett lemezre. 1961. december 8-án jelent meg kislemezen a Candix Records kiadásában, 1962-ben pedig a Surfin’ Safari nagylemezen. A kislemez B-oldalán a „Luau” című dal szerepelt. Ez volt a Beach Boys első kislemeze, ily módon igen fontos szerepet játszik a zenekar történetében. Brian Wilson szavaival: „Egy nap a testvérem, Dennis hazaérkezett a tengerpartról, és azt mondta: Hé, a szörf egyre menőbb. Srácok, írhatnátok róla egy számot.” A szörf volt Kalifornia legújabb divatőrülete, és maga Dennis is előszeretettel űzte a sportot. A dal szólóvokálját Mike Love énekli, Carl Wilson gitározik, Alan Jardine basszusgitáron, Brian Wilson dobon játszik. A dal a 75. helyig jutott az Egyesült Államokban, ám az Egyesült Királyságban soha nem került fel a listára.

## A dal eredete
Brian Wilson: „Elkezdtem pötyögtetni a zongorán, miközben azt énekeltem: surfin’, surfin’, surfin’. Elég bénán hangzott. Aztán Mike elkezdte énekelni a ba-ba-dippity-dippity-ba-ba szólamot. Csak hülyéskedett, próbált valami új ötletet kitalálni azokból a basszusszólamokból, amiket már számtalanszor énekelt. Csakhogy én közben kitaláltam a basszusvokál mellé néhány új akkordot. Húsz perccel később megvolt a bevezetője a Beach Boys első kislemezdalának, néhány óra múlva pedig elkészültünk a dallal, és a »Surfin’« címet adtuk neki.”
Audree Wilson, a Wilson-fivérek anyja visszaemlékezése szerint: „Vendégeink voltak Angliából. Elvittük őket egy három napos kirándulásra Mexikóvárosba, és megpakolva hagytuk a hűtőszekrényt a fiúknak. Hagytunk némi pénzt is arra az esetre, ha el akarnak menni valahova enni.” Carl Wilson: „A következő nap lementünk a helyi hangszerboltba, és hangszereket béreltünk a kajapénzből. Én gitároztam, Alan basszusgitározott, Brian addigra már megtanult zongorázni. Dennisnek maradt a dob. Aztán Brian azt mondta: Én fogok basszusgitározni, te gitározol, és dögös rockhangzásunk lesz, igazi rock and roll. Michael nem játszott semmilyen hangszeren, viszont volt egy szaxofonja, úgy gondolta, azon fog játszani, csakhogy soha nem gyakorolt. Igazából csak az első lemezeink után tanultunk meg zenélni.”
A hazaérkező szülőket először feldühítette, mire költötték fiaik az ételpénzt, ám meghallva a végeredményt, Murry Wilson, maga is zeneszerző, felvette a kapcsolatot Hite Morgannel, egy helyi lemezkiadó vezetőjével, aki beleegyezett a dal megjelentetésébe.

## A felvétel
Brian: „Az egész napot Morganéknél töltöttük… tizenkétszer próbáltuk eljátszani a »Surfin’«-t. Próbára tettük mindenki türelmét. Én voltam a hibás, azt akartam, hogy minden tökéletes legyen. Az egészet élőben vettük fel. A keverés elég primitívre sikerült, a gitárt alig lehet hallani, a basszus is halkan szól, helyenként az ének is.”

## A rádióban
Dennis Wilson: „Amikor először hallottuk a dalunkat a rádióban, éppen a Hawthorne Boulevard-on hajtottunk Brian 1957-es Fordjában. Egyszer csak azt mondta a DJ: Következzen egy zenekar Hawthorne-ból, a Beach Boys, és a Surfin’. Az utcán kiabáltunk, és bedörömböltünk az ajtókon: A dalunk megy a rádióban! Soha többé nem láttam azt a büszke kifejezést Brian arcán.”

## Idézetek
1. 1 2 3 4  David Leaf: The Beach Boys and the California Myth. Grosset & Dunlap, 1978. ISBN 0-448-14626-6
2. 1 2  Brian Wilson és Todd Gold: Wouldn't It Be Nice: My Own Story. Harpercollins, 1991. ISBN 0-06-018313-6